# Unió a Nemzetek Európájáért
Az Unió a Nemzetek Európájáért (angolul Union for Europe of the Nations) frakció egy nemzeti-konzervatív, és a legtöbb esetben euroszkeptikus politikai csoport az Európai Parlamentben. Szoros kapcsolatban áll a Szövetség a Nemzetek Európájáért nevű szervezettel. Az ír Fianna Fáil és az olasz Nemzeti Szövetség kivételével elutasítják az Európai Alkotmányt, melyet 2004-ben tárgyaltak le, amikor Bertie Ahern a Fianna Fáil elnöke egyben az Európai Tanács vezetője is volt. Gianfranco Fini, a Nemzeti Szövetség elnöke pedig tagja volt az alkotmányt kidolgozó Európai Konventnek.

## Tagjainak száma pártok és országok szerint

### Dánia
Dán Néppárt (1 képviselő)

### Írország
Fianna Fáil (4 képviselő)

### Olaszország
Nemzeti Szövetség (8 képviselő)
Északi Liga (4 képviselő)
Szicíliai Szövetség (1 képviselő)

### Lettország
Szülőföld és Szabadság (4 képviselő)

### Litvánia
Litván Népi Parasztpárt (1 képviselő)
Rend és Szabadság (1 képviselő)

### Lengyelország
Jog és Igazságosság (7 képviselő)
Lengyel Családok Ligája (5 képviselő)
Lengyel Köztársaság Önvédelme (5 képviselő)
Lengyel Parasztpárt "Piast" (3 képviselő)